# Ballet Russe de Monte Carlo

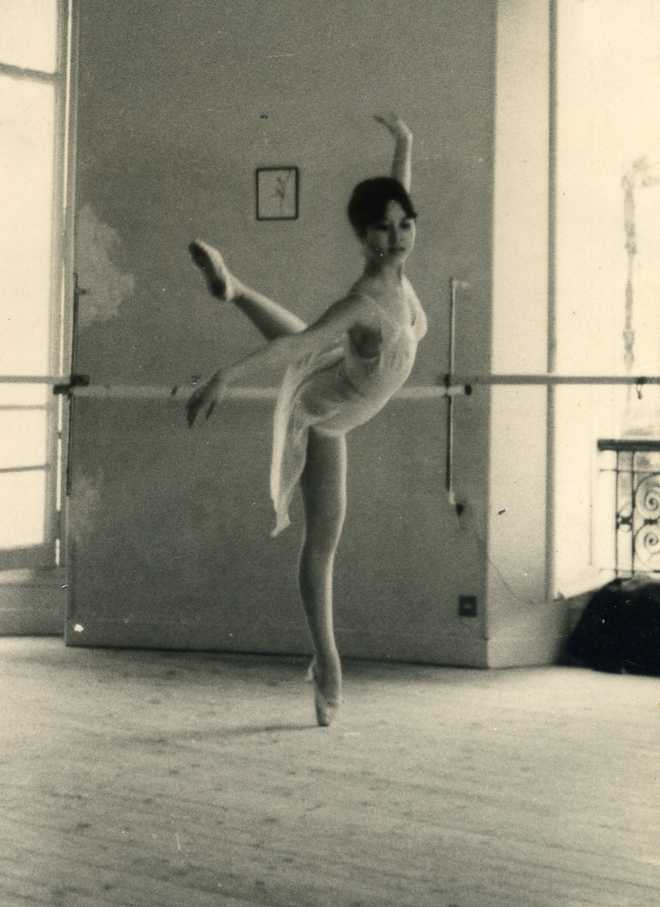
Yoko Honma, de laatste prima ballerina van het gezelschap, in de oefenzaal te Monte Carlo, 1968

Ballet Russe de Monte Carlo was een balletgezelschap dat in 1933 werd gevormd uit de restanten van de fameuze ‘Ballets Russes’ van Serge Diaghilev. De oprichters waren de later in een concentratiekamp omgebrachte René Blum en ‘Kolonel’ Vasili de Basil. In 1938 splitste Basil een eigen gezelschap af onder de naam Original Ballet Russe.

## Start vanuit de Ballets Russes
Binnen de 'Ballet Russe de Monte Carlo' vonden diverse dansers van de ‘Ballets Russes’ onderdak, waaronder Alicia Markova, Aleksandra Danilova en Serge Lifar, maar het bracht ook zelf snel weer nieuwe sterren voort, waaronder Tamara Toumanova, Irina Baronova en Maria Tallchief. Lifar en George Balanchine waren aanvankelijk de belangrijkste choreografen. Het repertoire was duidelijk meer klassiek en minder vernieuwend dan dat van de ‘Ballets Russes’, maar het gezelschap was nog steeds succesvol en bleef uiteindelijk tot 1968 bestaan.

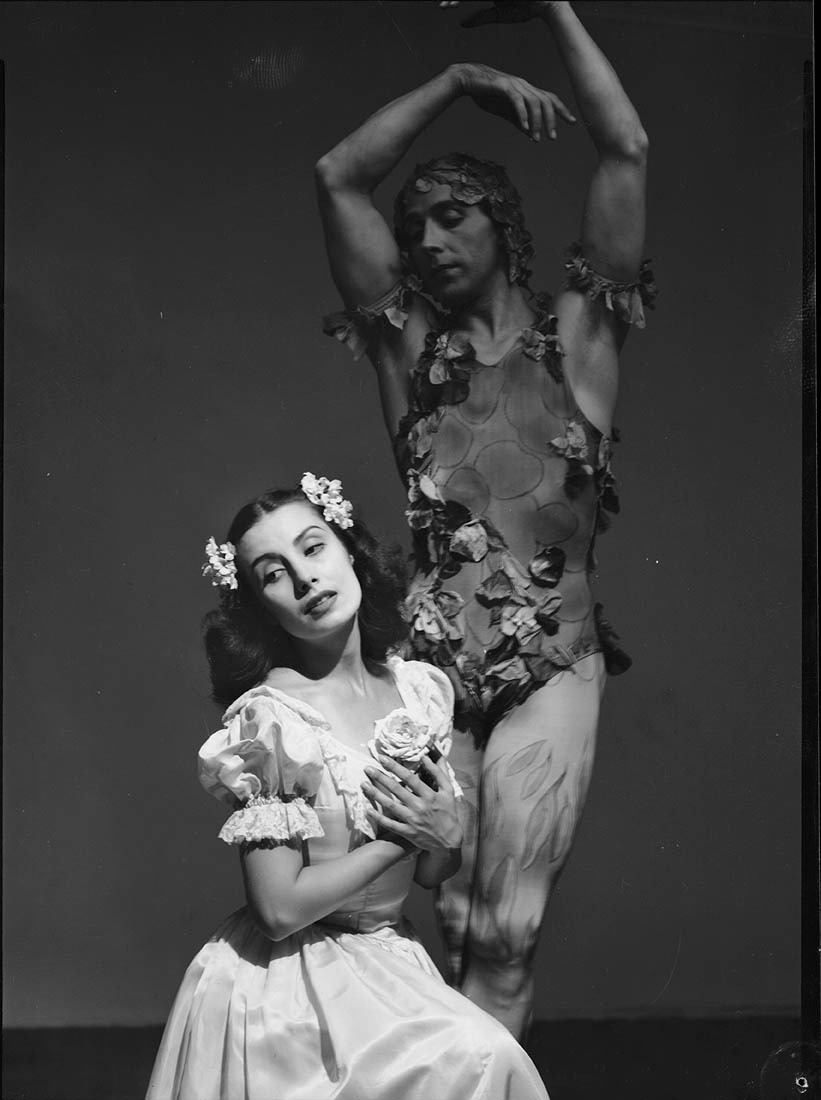
Toumanova en Lifar in ‘Le Spectre de la Rose’, Australische tour, 1940

## Verenigde Staten
Zoals de naam al aangeeft trad de ‘Ballet Russe de Monte Carlo’ in de beginjaren vooral op in Monaco, maar na een uitgebreide tour door Australië begin jaren veertig toerden ze na de oorlog voornamelijk door de Verenigde Staten. Daar brachten ze hun uitvoeringen op de planken doorheen het hele land, niet alleen in de grote steden, veelal voor publiek dat eerder nog nooit met ballet kennis had gemaakt. Balanchine en Danilova stichtten in Amerika vooraanstaande dansscholen.
Veel van de hedendaagse balletscholen en balletgezelschappen zijn nog steeds schatplichtig aan de 'Ballet Russe de Monte Carlo' en daarmee indirect aan de ‘Ballets Russes’. De Russische ballettradities zijn tot op de dag van vandaag nog altijd breed herkenbaar.

## Documentaire
In 2005 werd in de Verenigde Staten een veelgeprezen en diverse malen bekroonde documentaire gemaakt de van de ‘Ballet Russe de Monte Carlo’, onder regie van Dayna Goldfine.